# Резолюция Совета Безопасности ООН 8
Резолюция Совета Безопасности ООН 8 — резолюция, принятая 29 августа 1946 года десятью голосами за.
Совет Безопасности рассматривал заявки на членство от Народной Республики Албании, Монгольской Народной Республики, Афганистана, Хашимитского Королевства Трансиордании, Ирландии, Португалии, Исландии, Сиама и Швеции. Совет рекомендовал Генеральной Ассамблее принять Афганистан, Исландию и Швецию. Рекомендация для поступления Сиама была дана в резолюции 13 в декабре 1946 года.

## См.также
- Резолюции Совета Безопасности ООН 1—100 (1946 — 1953)